# Eleições estaduais em Rondônia em 1998
As eleições estaduais em Rondônia em 1998 ocorreram em 4 de outubro como parte das eleições em 26 estados e no Distrito Federal. Foram eleitos o governador José Bianco, o vice-governador Miguel de Souza, o senador Amir Lando, oito deputados federais e vinte e quatro estaduais. Como nenhum candidato a governador recebeu a maioria dos votos válidos, houve um segundo turno em 25 de outubro entre os candidatos José Bianco e Valdir Raupp e conforme a Constituição a posse do governador e do vice-governador se daria em 1º de janeiro de 1999 para quatro anos de mandato já sob a égide da reeleição.

## Resultado da eleição para governador

### Primeiro turno
Segundo o Tribunal Superior Eleitoral foram apurados 458.319 votos nominais (00,00%), 00.000 votos em branco (16,52%) e 00.000 votos nulos (0,00%) resultando no comparecimento de 000.000 eleitores.
No primeiro turno, aconteceu uma disputa equilibrada entre o então governador Valdir Raupp e o então senador José Bianco. Valdir Raupp havia se unido com Carlinhos Camurça, vice-prefeito de Porto Velho, para ser o seu vice-governador, e contava também com o apoio do prefeito da capital, Chiquilito Erse, ex-aliado de José Bianco. Já José Bianco, contava com o apoio do prefeito de Rolim de Moura, Ivo Cassol, que futuramente iria se tornar governador, vencendo o próprio Bianco na disputa.
Na disputa do primeiro turno, Bianco venceu com 35,31% dos votos (161.831 votos), contra 34,31% dos votos de Valdir Raupp (157.226 votos). O terceiro colocado da eleição foi Melki Donadon do PSC, que recebeu 18,80% dos votos, o quarto colocado foi José Neumar, do PT, com 7,55% dos votos, e o quinto colocado foi o senador Ernandes Amorim com 4,03% dos votos, que havia sido eleito senador 4 anos antes, na chapa de José Bianco.
No segundo turno, Melkisedek Donadon apoiou o governador Valdir Raupp a reeleição. No segundo turno, José Bianco confirmou a vitória do primeiro turno, vencendo com 53,60% dos votos (268.624 votos), contra 46,40% dos votos de Valdir Raupp (que recebeu 232.579 votos).
| Candidatos a governador do estado | Candidatos a vice-governador    | Número | Coligação                                              | Votação | Percentual |
| --------------------------------- | ------------------------------- | ------ | ------------------------------------------------------ | ------- | ---------- |
| José Bianco PFL                   | Miguel de Souza PFL             | 25     | União Por Rondônia (PFL, PSDB, PTB, PSB, PSL)          | 161.831 | 35,31%     |
| Valdir Raupp PMDB                 | Carlinhos Camurça PDT           | 15     | Rondônia no rumo certo (PMDB, PDT, PPS, PRN)           | 157.226 | 34,31%     |
| Melkisedek Donadon PSC            | Viriato Moura PSC               | 20     | Renova Rondônia (PSC, PSD, PTN, PRP, PST, PRONA, PRTB) | 86.171  | 18,80%     |
| José Neumar Morais da Silveira PT | Paulo Ricardo Xisto da Cunha PT | 13     | Frente Cidadania (PT, PCdoB, PV)                       | 34.607  | 7,55%      |
| Ernandes Amorim PPB               | Maria Angélica PPB              | 11     | PPB (sem coligação)                                    | 18.484  | 4,03%      |

### Segundo turno
Segundo o Tribunal Superior Eleitoral foram apurados 458.319 votos nominais (00,00%), 00.000 votos em branco (16,52%) e 00.000 votos nulos (0,00%) resultando no comparecimento de 000.000 eleitores.
| Candidatos a governador do estado | Candidatos a vice-governador | Número | Coligação                                    | Votação | Percentual |
| --------------------------------- | ---------------------------- | ------ | -------------------------------------------- | ------- | ---------- |
| José Bianco PFL                   | Miguel de Souza PFL          | 25     | União Por Rondônia (PFL PSDB, PTB, PSB, PSL) | 268.624 | 53,60%     |
| Valdir Raupp PMDB                 | Carlinhos Camurça PDT        | 15     | Rondônia no rumo certo (PMDB, PDT, PPS, PRN) | 232.579 | 46,40%     |

## Resultado da eleição para senador
Segundo o Tribunal Superior Eleitoral, houve 449.778 votos nominais.
O Ex-Senador Amir Lando retornou ao senado, após vencer a disputa contra o seu principal adversário, Odacir Soares, que ficou 16 anos no Senado Federal.
| Candidatos a senador da República | Candidatos a suplente de senador                    | Número | Coligação                                     | Votação | Percentual |
| --------------------------------- | --------------------------------------------------- | ------ | --------------------------------------------- | ------- | ---------- |
| Amir Lando PMDB                   | Mário Calixto PMDB Elifas Paulo da Silva PMDB       | 15     | PMDB (sem coligação)                          | 188.051 | 36,33%     |
| Odacir Soares PTB                 | Odaléa Soares PTB José Norberto Neto PTB            | 14     | PTB (sem coligação)                           | 112.727 | 21,78%     |
| Silvana Dias Mota Lourenço PL     | Valter Canuto Neves PL Almerio Bandeira de Mello PL | 22     | Unidos por Rondônia (PL, PSDC, PSN, PSL, PSB) | 71.974  | 13,90%     |
| Paulino Ribeiro Rocha PT          | Ernane Segismundo PT Rubem Cândido e Silva PV       | 13     | Frente Cidadania (PT, PCdoB, PV)              | 36.572  | 7,07%      |
| Aparício Carvalho PSDB            | Gilson Nazif PSDB João Ciro de Andrade PSDB         | 45     | PSDB (sem coligação)                          | 25.598  | 4,95%      |
| Lauro Junqueira Cleto PFL         | Adelina Vanzella PFL Wilson Dias de Souza PFL       | 25     | PFL (sem coligação)                           | 8.945   | 1,73%      |
| Antônio Morimoto PMN              | Izaias Silveira PMN Joel Nogueira PMN               | 33     | PMN (sem coligação)                           | 5.911   | 1,14%      |

## Deputados federais eleitos
São relacionados os candidatos eleitos com informações complementares da Câmara dos Deputados. Ressalte-se que os votos em branco eram inclusos no cálculo do quociente eleitoral nas disputas proporcionais até 1997, quando tal anomalia foi banida de nossa legislação. Foram apurados 000.000 votos nominais e de legenda (00,00%), 00.000 votos em branco (00,00%) e 000.000
votos nulos (00,00%) resultando no comparecimento de 000.000 eleitores.

Representação eleita
  PDT: 2
  PSDB: 2
  PFL: 2
  PMDB: 1
  PTB: 1

| Número | Deputados federais eleitos | Partido | Votação | Percentual | Cidade onde nasceu  | Unidade federativa |
| 1212   | Eurípedes Miranda          | PDT     | 34.913  | 7,59%      | Cardoso             | São Paulo          |
| 4515   | Marinha Raupp              | PSDB    | 28.780  | 6,26%      | Maracaí             | São Paulo          |
| 2525   | Oscar Andrade              | PFL     | 27.910  | 6,07%      | Juatuba             | Minas Gerais       |
| 2511   | Expedito Júnior            | PFL     | 25.304  | 5,50%      | Guararapes          | São Paulo          |
| 1511   | Confúcio Moura             | PMDB    | 23.565  | 5,13%      | Dianópolis          | Tocantins          |
| 1234   | Agnaldo Muniz              | PDT     | 20.146  | 4,38%      | Assis Chateaubriand | Paraná             |
| 4510   | Sérgio Carvalho            | PSDB    | 18.513  | 4,03%      | Paranavaí           | Paraná             |
| 1406   | Nilton Capixaba            | PTB     | 15.220  | 3,31%      | Cuparaque           | Minas Gerais       |

## Deputados estaduais eleitos
Foram eleitos 24 deputados estaduais para a Assembleia Legislativa de Rondônia. Ressalte-se que os votos em branco eram inclusos no cálculo do quociente eleitoral nas disputas proporcionais até 1997, quando tal anomalia foi banida de nossa legislação. Foram apurados 000.000 votos nominais e de legenda (00,00%), 00.000 votos em branco (00,00%) e 000.000 votos nulos (00,00%) resultando no comparecimento de 000.000 eleitores.

Representação eleita
  PMDB: 4
  PDT: 4
  PSDB: 3
  PFL: 3
  PTB: 2
  PSC: 2
  PPB: 2
  PL: 2
  PT: 2

Fonteː
| Número | Deputados estaduais eleitos | Partido | Votação | Percentual | Cidade onde nasceu     | Unidade federativa |
| 15102  | João Batista dos Santos     | PMDB    | 12.890  | 2,54%      | Graccho Cardoso        | Sergipe            |
| 15678  | Sueli Alves Aragão          | PMDB    | 10.941  | 2,16%      | Porto Velho            | Rondônia           |
| 14199  | Milene Mota                 | PTB     | 9.531   | 1,88%      | Cianorte               | Paraná             |
| 20111  | Marcos Antônio Donadon      | PSC     | 9.433   | 1,86%      | Florestópolis          | Paraná             |
| 11100  | Haroldo Santos              | PPB     | 8.417   | 1,66%      | Fortaleza              | Minas Gerais       |
| 45123  | Everton Leoni               | PSDB    | 7.455   | 1,47%      | Porto Alegre           | Rio Grande do Sul  |
| 14140  | Carlão de Oliveira          | PTB     | 6.929   | 1,37%      | Guajará-Mirim          | Rondônia           |
| 12121  | José Mário de Melo          | PDT     | 6.836   | 1,35%      | Camocim de São Félix   | Pernambuco         |
| 25123  | Renato Veloso               | PFL     | 6.593   | 1,30%      | Uberlândia             | Minas Gerais       |
| 12180  | Ramiro Negreiros            | PDT     | 5.742   | 1,13%      | Pereiro                | Ceará              |
| 25140  | Silvernani Santos           | PFL     | 5.481   | 1,08%      | Trairi                 | Ceará              |
| 15121  | Evanildo Abreu de Melo      | PMDB    | 5.459   | 1,08%      | Ariquemes              | Rondônia           |
| 15123  | Francisco Carvalho da Silva | PMDB    | 5.445   | 1,07%      | Barra de São Francisco | Espírito Santo     |
| 12132  | César Cassol                | PDT     | 5.101   | 1,01%      | Maravilha              | Santa Catarina     |
| 45190  | Mauro de Carvalho           | PSDB    | 5.078   | 1,00%      | Tuneiras do Oeste      | Paraná             |
| 12112  | Paulo Moraes                | PDT     | 4.951   | 0,98%      | Loanda                 | Paraná             |
| 11611  | Natanael José da Silva      | PPB     | 4.755   | 0,94%      | Rio Formoso            | Pernambuco         |
| 45111  | Mauro Nazif                 | PSDB    | 4.734   | 0,93%      | Barra do Piraí         | Rio de Janeiro     |
| 22611  | Ronilton Rodrigues Reis     | PL      | 4.397   | 0,87%      | Ecoporanga             | Espírito Santo     |
| 20140  | Kaká Mendonça               | PSC     | 4.097   | 0,81%      | Paranavaí              | Paraná             |
| 25789  | Emílio Paulista             | PFL     | 4.065   | 0,80%      | Marília                | São Paulo          |
| 13615  | Edézio Martelli             | PT      | 3.853   | 0,76%      | Colatina               | Espírito Santo     |
| 22610  | Celso de Oliveira Souza     | PL      | 2.933   | 0,58%      | Porto Velho            | Rondônia           |
| 13200  | Daniel Pereira              | PT      | 2.747   | 0,54%      | Campo Mourão           | Paraná             |